# Gårdar och torp i Bärbo socken
I Bärbo socken fanns i slutet av 1800-talet ett hundratal torp och gårdar fördelade på de tre godsen Nääs, Tistad och Täckhammar.

## Bebyggelsenamn
|             | Bebyggelse i Bärbo socken 1890. Rivna byggnader.            |                                                         |
| ----------- | ----------------------------------------------------------- | ------------------------------------------------------- |
| Nääs säteri | Nääs säteri 2 mtl säteri, 2 mtl frälse, 1 mtl skattehemman  |                                                         |
|             | Stora Askugnen, 1/4 mtl frälse under Nääs                   |                                                         |
|             | Västra Askugnen, torp under Nääs                            |                                                         |
|             | Östra Askugnen (Skomakarstugan), torp under Nääs            |                                                         |
|             | Brostugan, soldattorp nr 97                                 |                                                         |
|             | Lilla Brostugan, scoutstugan                                |                                                         |
|             | Björnkullen, torp under Nääs                                |                                                         |
|             | Bäcktorp, torp under Nääs                                   |                                                         |
|             | Bärsund, 1 mtl frälse under Nääs                            |                                                         |
|             | Fjällsbacken, Lilla, torp under Nääs                        |                                                         |
|             | Grinden, soldattorp nr 96                                   |                                                         |
|             | Hagstugan, torp under Nääs                                  |                                                         |
|             | Håhl, 2 mtl ladugård under Nääs                             |                                                         |
|             | Kappstugan, torp under Nääs                                 |                                                         |
|             | Källstugan, torp under Nääs                                 |                                                         |
|             | Lötstugan, torp under Nääs                                  |                                                         |
|             | Mellantorp soldattorp nr 95                                 | 58°51′23″N 16°50′18″Ö / 58.85639°N 16.83833°Ö           |
|             | Norrlöt, torp under Nääs                                    |                                                         |
|             | Nystugan backstuga under Nääs                               | 58°49′39.1″N 16°49′44″Ö / 58.827528°N 16.82889°Ö        |
|             | Nääs såg                                                    | 58°50′41″N 16°52′1″Ö / 58.84472°N 16.86694°Ö            |
|             | Oxhagen, f.d. Nääs småskola. Småskola 1850 till 1930-talet. |                                                         |
|             | Ryttartorp                                                  |                                                         |
|             | Skäret, torp under Nääs                                     |                                                         |
|             | Stormberg (Gamla Håhl)                                      |                                                         |
|             | Svarvartorp, Stora, torp under Nääs                         |                                                         |
|             | Svarvartorp, Lilla, torp under Nääs                         | 58°50′19.44″N 16°49′46.15″Ö / 58.8387333°N 16.8294861°Ö |
|             | Ängstugan båtsmanstorp nr 37                                |                                                         |
|             | Ökna, 3/4 mtl frälse under Nääs                             | 58°51′26.98″N 16°49′14.47″Ö / 58.8574944°N 16.8206861°Ö |
|             | Översjötorp, torp under Nääs                                |                                                         |
|             | Översjötorp, Gamla                                          | 58°50′17.24″N 16°51′33.51″Ö / 58.8381222°N 16.8593083°Ö |
|             | Översjökvarn, torp under Nääs                               |                                                         |
|             | Utäng, torp under Nääs                                      |                                                         |
|             | Utängstugan, Lilla, torp under Nääs                         | 58°49′45.58″N 16°49′11.48″Ö / 58.8293278°N 16.8198556°Ö |
| Bärbo by    | Bärbo by 1/2 mtl krono, 1/2 mtl skattehemman                |                                                         |
|             | Hemmingstorp, torp under Bärbo by                           |                                                         |
|             | Klockargården                                               |                                                         |
|             | Kyrkskolan                                                  |                                                         |
|             | Fattigstugan/Fattighuset                                    |                                                         |
|             | Fattigstugan, Gamla I bruk mellan 1755 och 1824.            | 58°50′9.5″N 16°52′27″Ö / 58.835972°N 16.87417°Ö         |
|             | Prästgården                                                 |                                                         |
|             | Sjölunda, torp under Bärbo by                               |                                                         |
| Tistad      | Tistad Säteri 2 1/2 mtl säteri                              |                                                         |
|             | Djurnäs, torp under Tistad                                  |                                                         |
|             | Egla 2 1/8 mtl frälse under Tistad                          |                                                         |
|             | Fiskarstugan, torp på Tista ägor                            |                                                         |
|             | Fjällsbacken, Stora, torp under Tistad                      |                                                         |
|             | Nytorp, grenadjärtorp nr 48                                 |                                                         |
|             | Gammaläng, torp under Tistad                                |                                                         |
|             | Grindstugan torp under Tistad                               |                                                         |
|             | Gropstugan, torp under Tistad                               |                                                         |
|             | Hultstugan, Lilla                                           | 58°48′54.21″N 16°50′45.81″Ö / 58.8150583°N 16.8460583°Ö |
|             | Hultstugan, torp under Tistad                               |                                                         |
|             | Hörnstugan, skogvaktarbostad under Tistad                   |                                                         |
|             | Hästhagstugan, torp under Tistad                            |                                                         |
|             | Nybygget, torp under Tistad                                 |                                                         |
|             | Karlslund, backstuga under Tistad                           |                                                         |
|             | Kullen, torp under Tistad                                   |                                                         |
|             | Kärret/Kärrstugan, torp under Tistad                        |                                                         |
|             | Listorp, 1/8 mtl Rå och Rör under Tistad                    |                                                         |
|             | Myrstugan                                                   | 58°49′1″N 16°54′12″Ö / 58.81694°N 16.90333°Ö            |
|             | Norrtorp, torp under Tistad                                 |                                                         |
|             | Norrtorpstugan, soldattorp nr 93 under Tistad               |                                                         |
|             | Norrtorpstugan, soldattorp nr 94 under Tistad               |                                                         |
|             | Sandstugan, torp under Tistad                               |                                                         |
|             | Sandmon backstuga                                           | 58°48′45.7″N 16°54′26.0″Ö / 58.812694°N 16.907222°Ö     |
|             | Skogstorp, torp under Tistad                                |                                                         |
|             | Rosenlund, backstuga under Tistad                           |                                                         |
|             | Råsudden, 1/4 mtl frälse under Tistad                       |                                                         |
|             | Snickartorp, torp under Tistad                              |                                                         |
|             | Sörtorp, torp under Tistad                                  |                                                         |
|             | Sjöåsen, torp under Tistad                                  |                                                         |
|             | Stortorp, 1/8 mtl Rå och Rör under Tistad                   |                                                         |
|             | Tegeltorp på Tuna ägor                                      |                                                         |
|             | Tomta, 1mtl 1 mtl säteri under Tistad                       |                                                         |
|             | Tomtatorp, torp under Tistad                                |                                                         |
|             | Tistad handelsbod                                           |                                                         |
|             | Tistad tegelbruk                                            |                                                         |
|             | Tistad såg                                                  | 58°49′9.54″N 16°53′22.18″Ö / 58.8193167°N 16.8894944°Ö  |
|             | Tistad festplats                                            |                                                         |
|             | Tomtatorp, 1/4 mtl rå och rör under Tistad                  |                                                         |
|             | Udden torp, under Tistad                                    |                                                         |
|             | Vallmyra, Stora, 3/4 mtl frälse under Tistad                |                                                         |
|             | Vallmyra, Östra, torp under Tistad                          |                                                         |
|             | Vallmyra, Lilla, torp under Tistad                          |                                                         |
|             | Åkra, 2 7/8 mtl under Tistad                                |                                                         |
|             | Åkra, Fridhem                                               |                                                         |
|             | Åkerbotorp, 1/2 mtl frälse under Tistad                     |                                                         |
| Täckhammar  | Täckhammar 1 1/2 mtl Säteri                                 |                                                         |
|             | Granstugan, backstuga/torp på Tuna ägor                     |                                                         |
|             | Stavlund/Stavstugan, backstuga på Tuna ägor                 |                                                         |
|             | Tuna, 2 mtl frälse under Täckhammar                         |                                                         |
|             | Tuna kvarn                                                  |                                                         |
|             | Täckhammars kvarn                                           |                                                         |
|             | Täckhammars skola                                           | 58°49′26.9″N 16°55′32.5″Ö / 58.824139°N 16.925694°Ö     |
|             | Täckhammars såg                                             | 58°49′13″N 16°54′57″Ö / 58.82028°N 16.91583°Ö           |
|             | Jenningska skolan                                           |                                                         |
|             | Kappla/Kapellet 1/4 mtl frälse under Täckhammar             | 58°48′25.45″N 16°55′4.96″Ö / 58.8070694°N 16.9180444°Ö  |
|             | Kapplastugan, båtsmanstorp nr 36                            |                                                         |
|             | Kapplatorp, grenadjärtorp nr 49                             |                                                         |
|             | Siggetuna, 1/2 mtl skattehemman                             |                                                         |
|             | Skräddarstugan, torp på Tuna ägor                           |                                                         |